# Isoperla similis
Isoperla similis és una espècie d'insecte plecòpter pertanyent a la família dels perlòdids.

## Hàbitat
En el seu estadi immadur és aquàtic i viu a l'aigua dolça, mentre que com a adult és terrestre i volador.

## Distribució geogràfica
Es troba a Nord-amèrica: el Canadà (el Quebec) i els Estats Units (Connecticut, Delaware, Kentucky, Massachusetts, Maryland, Maine, Carolina del Nord, Nou Hampshire, Nova York, Pennsilvània, Tennessee, Virgínia i Virgínia Occidental).